# Pedro Lautaro Ferrer
Pedro Lautaro Ferrer Rodríguez (Chañaral, 1869-Santiago, 16 de agosto de 1937) fue un médico cirujano y político chileno, que se desempeñó como ministro de Higiene, Asistencia y Previsión Social de su país, durante la vicepresidencia del Luis Barros Borgoño entre octubre y diciembre de 1925. Fue uno de los principales impulsores de la salud pública en Chile y quien promovió la instauración y desarrollo de la Cruz Roja del mismo país.

## Familia y estudios
Nació en la comuna chilena de Chañaral en 1869, hijo de Carmela Rodríguez. Realizó sus estudios primarios y secundarios en el Colegio de los Padres Franceses de Valparaíso. Continuó los superiores en la Escuela de Medicina de la Universidad de Chile, egresando en 1898, con una memoria sobre poiquilositosis. Se tituló como médico cirujano en octubre de 1905.
Se casó con la argentina María Elena Farinol Barthe, miembro de una prominente familia de Buenos Aires, y con quien tuvo cinco hijos: Sara, Irma, Carlos, Aníbal y Marta.

## Carrera profesional
En 1887, cuando cursaba el cuarto año de medicina, fue comisionado para combatir una epidemia de cólera que azotaba al pueblo de Talagante, a unos 40 kilómetros de Santiago.
En diciembre de 1890, aún sin titularse, fue designado como médico de la ciudad de Arauco, para ingresar como cirujano al Regimiento Arauco. En esa circunstancia, participó en defensa del gobierno del presidente José Manuel Balmaceda durante la guerra civil de 1891, alistándose como cirujano del Batallón Arauco. En el conflicto bélico participó en la batalla de Placilla, siendo ascendido en pleno campo de lucha al grado de cirujano mayor de la IV División de Ejército del gobierno balmacedista.
Tras la derrota de este en agosto de 1891, una turba saqueó su propiedad ubicada en la ciudad de Concepción, motivo por el cual, partió junto a su familia a Mendoza (Argentina), residiendo luego en Buenos Aires, país donde colaboró en la organización de servicios de ambulancias.
En seguida se trasladó a Brasil donde organizó algunos servicios médicos. Por otra parte, presenció las revoluciones de 1893 y 1894, participando en las batallas de Río Grande do Soul, Santa Catarina y Paraná, y obteniendo medallas condecoratorias. En ambos enfrentamientos ofreció sus servicios de manera ad honorem a los dos partidos rivales. Además, organizó una ambulancia con las banderas de la Cruz Roja de Brasil y de Chile.
Una vez de vuelta en Chile, se dedicó a juntar los materiales para escribir una obra de interés histórico y técnico a la vez, la Historia general de la medicina en Chile, publicada en 1904. Asimismo, en su paso por Brasil y Argentina, realizó publicaciones de carácter político y literario, entre ellas; Parlamentarismo y presidencialismo, Política de Chile y Biografía de Salvador Sanfuentes.
En 1905, fue comisionado para combatir unos brotes epidémicos de peste bubónica ocurridos primero en Iquique y luego en Valparaíso. Al año siguiente, fue encomendado como director para reorganizar la Biblioteca de la Facultad de Medicina de la Universidad de Chile, puesto que ocupó hasta 1908. En ese último año, fue nombrado como inspector sanitario, cargo en el que tuvo que combatir los brotes epidémicos de enfermedades pestilenciales ocurridas en el país, como la peste bubónica en Mejillones en 1909 y la fiebre amarilla en Tocopilla en 1912. Paralelamente, en su posición de inspector sanitario, concurrió junto con el médico Ernesto Soza, a la 3.ª Conferencia Sanitaria Internacional, realizada en México y que tenía por objeto uniformar la policía sanitaria de los Estados Americanos.
En 1909, fue nombrado como jefe de la recién creada Sección de Higiene del Ministerio del Interior, entidad administrativa y técnica en la que emitió informes basados en principios de salubridad y saneamiento, los cuales llamaron la atención y sirvieron como antecedentes del Código Sanitario y de la Dirección de Sanidad. En 1910, fue delgado por el gobierno de Chile al Congreso de Medicina Internacional de Buenos Aires, organizando además en ese lugar la Exposición Chilena de Higiene y Microbiología. En 1911, sirvió en la misma responsabilidad como encargado de organizar la defensa de las fronteras y así evitar una invasión de cólera. Por último, fue delegado a la 2.ª Conferencia Panamericana de la Cruz Roja, para estudiar el nuevo programa de esa institución.
El 13 de octubre de 1914, contribuyó a la fundación en Santiago, de la Cruz Roja de las Mujeres de Chile. El 14 de julio de 1920, mediante decreto supremo, se creó el Comité Central de la Cruz Roja de Chile, formando parte del mismo en calidad de secretario general.
En 1921, fue nombrado por el Comité Central como director general de las Cruzadas, recorriendo todo el norte del país y después todo el sur, en campaña de salubridad y de previsión contra plagas endémicas; entre noviembre y diciembre de 1921 y octubre de 1925, respectivamente. Simultáneamente, en julio de 1922, fue encomendado por la Cruz Juvenil Chilena, como redactor de la Revista de la Salud Pública, y en 1928, de la revista Yo sirvo, que además dirigió. A raíz del terremoto de Vallenar de noviembre de 1922, fue delegado del gobierno y de la Cruz Roja para organizar los servicios de beneficencia y sanitarios en Atacama y Coquimbo.
El 12 de marzo de 1925, fue nombrado por el presidente Arturo Alessandri como subsecretario del Ministerio de Higiene, Asistencia y Previsión Social. Mantuvo sus funciones hasta el 10 de octubre del mismo año, fecha en que el ministro de esa cartera, José Santos Salas, renunció a su cargo, y por consiguiente, fue nombrado por el vicepresidente Luis Barros Borgoño para ocupar su lugar el mismo día. Dejó la repartición gubernamental el 23 de diciembre. Durante su gestión, el 13 de octubre firmó el documento por el cual se promulgó el Código Sanitario.
Dado su estrecho vínculo con el sector médico, fue miembro de las siguientes organizaciones; Consejo Superior de Higiene; Oficina Sanitaria Internacional de las Repúblicas Americanas; y Consejo Superior de Beneficencia Pública.
Falleció en Santiago de Chile el 16 de agosto de 1937. A modo de homenaje, se han bautizado divisiones de la Cruz Roja de Chile, como la Brigada de Obreros "Dr. Pedro Lautaro Ferrer" de Playa Ancha (Valparaíso) y la Brigada Escolar "Carmela Rodríguez v. de Ferrer", en homenaje a su madre, también organizada en Valparaíso,  y  en Cartagena, España, se nombró como "María Ismenia Ferrer" a una división de la Cruz Roja Juvenil Escolar, en memoria de una de sus hijas, fallecida en San Bernardo (Chile). Así también, existen calles con su nombre en las comunas santiaguinas de Providencia y Ñuñoa.

## Obra escrita
- Historia general de la medicina en Chile (1904).[2]